# Kefar Szammaj
Kefar Szammaj (hebr. כפר שמאי; ang. Kfar Shamai) – moszaw położony w Samorządzie Regionu Merom ha-Galil, w Dystrykcie Północnym, w Izraelu.

## Położenie
Leży w centralnej części Górnej Galilei w pobliżu góry Meron (1208 m n.p.m.).

## Historia
Moszaw został założony w 1949 przez imigrantów z Jemenu.

## Gospodarka
Gospodarka moszawu opiera się na sadownictwie.